# Regionalwahlkreis Oststeiermark
Der Regionalwahlkreis Oststeiermark (Wahlkreis 6B) ist ein Regionalwahlkreis in Österreich, der bei Wahlen zum Nationalrat für die Vergabe der Mandate im ersten Ermittlungsverfahren gebildet wird. Der 2013 gegründete Wahlkreis umfasst die Bezirke Hartberg-Fürstenfeld, Südoststeiermark und Weiz.
Bei der Nationalratswahl 2019 waren im Regionalwahlkreis Oststeiermark 217.383 Personen wahlberechtigt, wobei bei der Wahl die Österreichische Volkspartei (ÖVP) mit 48,4 % als stärkste Partei hervorging. Von den sechs zu vergebenden Grundmandaten entfielen drei auf die ÖVP und eines auf die Freiheitliche Partei Österreichs (FPÖ).

## Geschichte
Nach dem Ende des Staates Österreich-Ungarn wurden für das Gebiet der Steiermark mit der Wahlordnung 1918 für die Wahl der konstituierenden Nationalversammlung vier Wahlkreise geschaffen, wobei für das Gebiet des heutigen Regionalwahlkreises zusammen mit anderen Gebieten der Wahlkreis Mittel- und Untersteier (Wahlkreis 21) sowie der Wahlkreis Oststeier (Wahlkreis 22) gebildet wurde. Nachdem die Wahlordnung von 1923 von der austrofaschistischen Regierung 1934 außer Kraft gesetzt worden war, wurde die ursprüngliche Einteilung der Wahlkreise nach dem Zweiten Weltkrieg mit dem Verfassungsgesetz vom 19. Oktober 1945 weitgehend wieder eingeführt. Mit der Nationalrats-Wahlordnung 1971 kam es zu einer tiefgreifenden Wahlkreisreform, mit der die Anzahl der Wahlkreise in Österreich auf nur noch neun reduziert wurde. Für das Bundesland Steiermark bestand in der Folge nur noch ein Wahlkreis, der Wahlkreis Steiermark (Wahlkreis 6). Mit Inkrafttreten der Nationalrats-Wahlordnung 1992 wurde das österreichische Bundesgebiet schließlich in 43 Regionalwahlkreise unterteilt und somit ein drittes Ermittlungsverfahren eingeführt, wobei der Bezirk Hartberg und der Bezirk Weiz zum Regionalwahlkreis Steiermark Ost und die Bezirke Feldbach, Fürstenfeld und Radkersburg zum Regionalwahlkreis Steiermark Süd-Ost zusammengefasst wurden. Im Zuge der Zusammenlegung von Bezirken im Bundesland Steiermark kam es per 1. Jänner 2013 auch zu einer Neuordnung der Regionalwahlkreise im Bundesland Steiermark. Dadurch wurden die zwei Regionalwahlkreise Steiermark Ost und Steiermark Süd-Ost zum Regionalwahlkreis Oststeiermark verschmolzen.
Bei den drei bisherigen Wahlen erreichte in diesem Wahlkreis jeweils die ÖVP die Stimmenmehrheit vor der FPÖ und der Sozialdemokratischen Partei Österreichs (SPÖ).

## Wahlergebnisse
| Nationalratswahlen im Regionalwahlkreis Oststeiermark | Nationalratswahlen im Regionalwahlkreis Oststeiermark | Nationalratswahlen im Regionalwahlkreis Oststeiermark | Nationalratswahlen im Regionalwahlkreis Oststeiermark | Nationalratswahlen im Regionalwahlkreis Oststeiermark | Nationalratswahlen im Regionalwahlkreis Oststeiermark | Nationalratswahlen im Regionalwahlkreis Oststeiermark | Nationalratswahlen im Regionalwahlkreis Oststeiermark | Nationalratswahlen im Regionalwahlkreis Oststeiermark | Nationalratswahlen im Regionalwahlkreis Oststeiermark | Nationalratswahlen im Regionalwahlkreis Oststeiermark |
| Wahltermin                                            | GM                                                    |                                                       | SPÖ                                                   | ÖVP                                                   | FPÖ                                                   | GRÜNE                                                 | FRANK                                                 | NEOS                                                  | PILZ/JETZT                                            | Sonstige                                              |
| ----------------------------------------------------- | ----------------------------------------------------- | ----------------------------------------------------- | ----------------------------------------------------- | ----------------------------------------------------- | ----------------------------------------------------- | ----------------------------------------------------- | ----------------------------------------------------- | ----------------------------------------------------- | ----------------------------------------------------- | ----------------------------------------------------- |
| 29. September 2013                                    |                                                       | Stimmenanteile (%)                                    | 17,6                                                  | 29,2                                                  | 24,1                                                  | 7,6                                                   | 13,4                                                  | 2,8                                                   | -                                                     | 5,3                                                   |
| 29. September 2013                                    | 6                                                     | Grundmandate                                          | 1                                                     | 1                                                     | 1                                                     | 0                                                     | 0                                                     | 0                                                     | -                                                     | 0                                                     |
| 15. Oktober 2017                                      |                                                       | Stimmenanteile (%)                                    | 17,6                                                  | 39,0                                                  | 33,1                                                  | 2,0                                                   | -                                                     | 4,0                                                   | 2,5                                                   | 1,9                                                   |
| 15. Oktober 2017                                      | 6                                                     | Grundmandate                                          | 1                                                     | 2                                                     | 2                                                     | 0                                                     | -                                                     | 0                                                     | 0                                                     | 0                                                     |
| 29. September 2019                                    |                                                       | Stimmenanteile (%)                                    | 13,6                                                  | 48,4                                                  | 21,3                                                  | 9,2                                                   | -                                                     | 5,5                                                   | 1,1                                                   | 1,0                                                   |
| 29. September 2019                                    | 6                                                     | Grundmandate                                          | 0                                                     | 3                                                     | 1                                                     | 0                                                     | -                                                     | 0                                                     | 0                                                     | 0                                                     |
| 29. September 2024                                    |                                                       | Stimmenanteile (%)                                    | 13,0                                                  | 34,0                                                  | 35,4                                                  | 5,7                                                   | -                                                     | 6,6                                                   | -                                                     | 5,4                                                   |
| 29. September 2024                                    | 6                                                     | Grundmandate                                          | 0                                                     | 2                                                     | 2                                                     | 0                                                     | -                                                     | 0                                                     | -                                                     | 0                                                     |